# Ciney
Ciney är en kommun i Belgien.   Den ligger i provinsen Namur och regionen Vallonien, i den sydöstra delen av landet, 80 km sydost om huvudstaden Bryssel. Antalet invånare är 15 605.
Omgivningarna runt Ciney är en mosaik av jordbruksmark och naturlig växtlighet. Runt Ciney är det ganska tätbefolkat, med 93 invånare per kvadratkilometer.